# Hospital de la Universidad Nacional de Taiwán
El Hospital de la Universidad Nacional de Taiwán (en chino: 國立台灣大學醫學院附設醫院) comenzó a operar bajo el dominio japonés en Dadaocheng el 18 de junio de 1895, y se trasladó a su actual ubicación en Taipéi en 1898. El Hospital fue posteriormente anexado a la Facultad de Medicina de la Universidad Imperial de Taipéi y renombrada Hospital Afiliado y escuela de mediciona de la Universidad imperial de Taipéi en 1937. El nombre actual se adoptó en 1949, cuando la República de China se hizo cargo del hospital en Taiwán en 1945.
El 19 de octubre de 1991, la realización de un gran complejo de nueva construcción en el denominado Sitio Oriente marcó otro hito en la historia de la universidad.